# Монте-Джиберто
Монте-Джиберто (італ. Monte Giberto) — муніципалітет в Італії, у регіоні Марке,  провінція Фермо.
Монте-Джиберто розташоване на відстані близько 165 км на північний схід від Рима, 60 км на південь від Анкони, 12 км на південний захід від Фермо.
Населення — 831 особа (2014).
Щорічний фестиваль відбувається 8 вересня. Покровитель — святий Миколай di Mira.

## Демографія
Населення за роками:

Станом на 1 січня 2023 року в муніципалітеті офіційно проживало 65 іноземців з 15 країн, серед них 16 громадян країн Євросоюзу та 1 громадянин України.

## Сусідні муніципалітети
- Гроттаццоліна
- Монте-Відон-Комбатте
- Монтоттоне
- Петритолі
- Понцано-ді-Фермо